# Filmy zgłoszone do rywalizacji o 33. rozdanie Oscara w kategorii filmu nieanglojęzycznego
W rywalizacji o statuetkę w 33. rozdaniu Oscara dla filmu nieanglojęzycznego wzięło udział 12 filmów. Nominacjami zostały wyróżnione tytuły z Francji, Włoch, Szwecji, Meksyku i Jugosławii. Statuetkę Oscara otrzymał film Źródło, dramat w języku szwedzkim, w reżyserii Ingmara Bergmana. Film reprezentował Szwecję.
Po raz pierwszy swój film w konkursie zaprezentowana Brazylia.
Nagroda została wręczona w poniedziałek 17 kwietnia 1961 podczas gali w Santa Monica Civic Auditorium.

## Lista filmów zgłoszonych do rywalizacji o 33. rozdanie Oscara w kategorii filmu nieanglojęzycznego
| Zgłaszające państwo | Tytuł użyty w nominacji          | Tytuł oryginalny          | Tytuł polski         | Języki            | Reżyser                                 | Rezultat       |
| ------------------- | -------------------------------- | ------------------------- | -------------------- | ----------------- | --------------------------------------- | -------------- |
| Brazylia            | Death Commands Brigandage        | A Morte Comanda o Cangaço |                      | portugalski       | Carlos Coimbra i Walter Guimarães Motta | Brak nominacji |
| Egipt               | Teenagers                        | El morahekate             |                      | arabski           | Ahmed Diaeddin                          | Brak nominacji |
| Francja             | La Vérité                        | La vérité                 | Prawda               | francuski         | Henri-Georges Clouzot                   | Nominacja      |
| Hiszpania           | At Five O'Clock in the Afternoon | A las cinco de la tarde   | O piątej po południu | hiszpański        | Juan Antonio Bardem                     | Brak nominacji |
| Hongkong            | The Enchanting Shadow            | 倩女幽魂                  |                      | mandaryński       | Li Han-hsiangs                          | Brak nominacji |
| Indie               | The Great Moghul                 | मुग़ल-ए आज़म (مغلِ اعظم)      | Mughal-e-Azam        | hindi, urdu       | K. Asif                                 | Brak nominacji |
| Japonia             | Late Autumn                      | 秋日和                    | Późna jesień         | japoński          | Yasujirō Ozu                            | Brak nominacji |
| Jugosławia          | The Ninth Circle                 | Deveti krug               | Dziewiąty krąg       | serbsko-chorwacki | France Štiglic                          | Nominacja      |
| Meksyk              | Macario                          | Macario                   | Macario              | hiszpański        | Roberto Gavaldón                        | Nominacja      |
| Niemcy Zachodnie    | Faust                            | Faust                     | Faust                | niemiecki         | Peter Gorski                            | Brak nominacji |
| Szwecja             | The Virgin Spring                | Jungfrukällan             | Źródło               | szwedzki          | Ingmar Bergman                          | Wygrana        |
| Włochy              | Kapò                             | Kapò                      | Kapo                 | włoski            | Gillo Pontecorvo                        | Nominacja      |